# Labessière-Candeil
 Labessière-Candeil là một xã trong tỉnh Tarn thuộc vùng Occitanie ở miền nam nước Pháp. Xã này nằm ở khu vực có độ cao trung bình 265 mét trên mực nước biển.